# May and December (film 1907)
May and December è un cortometraggio muto del 1907 diretto da A.E. Coleby.

## Trama
Una giovane donna nasconde l'amante nella stufa che poi il vecchio marito, ignaro, accende.